# 김해 구산동 고분군
김해 구산동 고분군(金海 龜山洞 古墳群)은 대한민국 경상북도 김해시 구산동에 위치한 가야의 무덤이다. 1963년 1월 21일 대한민국의 사적 제75호로 지정되었다.

## 개요
김해시 동북쪽에 있는 분산 서남쪽 기슭에 있는 무덤들로, 수로왕비릉에서 동북쪽으로 100∼500m 정도 떨어져 있다.
현재 2기의 무덤이 남아 있는데 1기는 규모가 매우 크고 다른 1기는 절반정도 남아 있는 상태이다. 무덤의 안은 관을 넣는 방(현실)을 만들고 그 위를 흙으로 쌓아 둥글게 무덤의 형태를 만든 굴식돌방무덤(횡혈식석실분)이다. 현재 2기만이 확인되고 있지만, 원래는 더 많은 무덤들이 있었을 것으로 보인다. 발견된 유물만으로는 무덤의 정확한 성격을 파악할 수 없으나, 무덤의 구조로 보아 김해 지방에서는 시대가 가장 늦은 무덤 중 하나로 생각된다.
낙동강 하류지역에서는 많지 않은 굴식돌방무덤이면서 가야의 중심지였던 김해시내에 있어, 이 지역의 무덤을 연구하고 가야의 역사를 연구하는데 중요한 자료가 되는 무덤들이다.

## 같이 보기
- 수로왕비릉
- 구지봉공원